# Georg Lilien

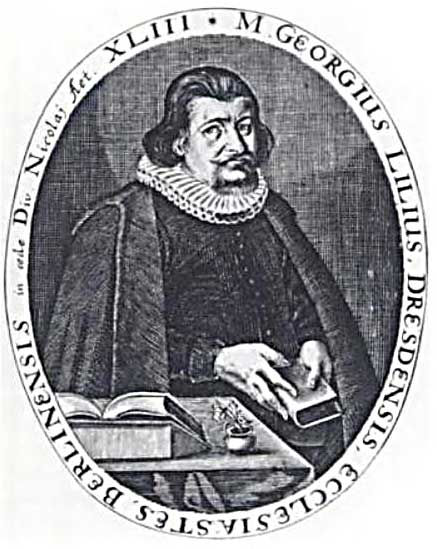
Georg Lilien

Georg Lilien (auch: Lilius; * 14. April 1597 in Dresden; † 27. Juli 1666 in Berlin) war ein deutscher lutherischer Theologe.

## Leben
Er stammte aus einem adligen Geschlecht. Georg Lilien wurde als Sohn des kaiserlichen Leutnants Matthäus von Lilien († 1604) und dessen Frau Magarethe († 1626 in Berlin), der Tochter des aus Kärnten stammenden Michael Lachner, geboren. Nach dem Tod seines Vaters wurde er nach Schlackenwerth geschickt, wo er von 1607 bis 1613 die Schule besuchte und von dem Bruder seines Großvaters, Andreas Lilien adoptiert wurde. 1613 bezog er das Joachimsthalsche Gymnasium, wo er unter dem Rektor Samuel Dresemius (1578–1638) eine umfangreiche und gute Bildung erfuhr. Mit einem kurfürstlichen Ratsstipendium ausgestattet, bezog Lilien am 31. Oktober 1616 die Universität Königsberg.
1617 bot ihm der Kurfürst Johann Sigismund von Brandenburg ein besseres kurfürstliches Stipendium, wenn er seine Studien an der Universität Frankfurt (Oder) fortsetzen würde. Daher wechselte er nach Frankfurt. Jedoch wurde ihm das Stipendium dort verwehrt, da der damalige Generalsuperintendent Christoph Pelargus (1565–1633) daran gewisse Bedingungen knüpfte. So sollte Lilien das Bekenntnis zur reformierten Kirche unterschreiben, was er verweigerte. Durch die Unterstützung der Kurfürstin gelangte er in seine sächsische Heimat und wurde unter die kurfürstlich sächsischen Alumnen aufgenommen.
Vom Dresdner Hofprediger Matthias Hoë von Hoënegg erhielt er ein Stipendium, um an einer sächsischen Universität seine Studien fortzusetzen. Er entschied sich für die Universität Wittenberg, wo er sich am 24. April 1618 immatrikulierte. In Wittenberg besuchte er die theologischen Vorlesungen bei Balthasar Meisner, Friedrich Balduin, Wolfgang Franz und Nikolaus Hunnius. An der philosophischen Fakultät frequentierte er die Vorlesungen von Jakob Martini und Erasmus Schmidt. In letzteren hatte er einen Förderer gefunden und mit dessen Unterstützung er sich am 20. September den akademischen Grad eines Magisters der Philosophie erwarb.
Als er 1621 seine Mutter in Berlin besuchte, wurde ihm eine Pfarrtätigkeit in Köpenick und Zinndorf angetragen. Er entschied sich aus finanziellen Gründen die Pfarrei in Zinndorf anzunehmen. Dafür wurde Lilien in Frankfurt/Oder von Pelargus ordiniert. Nachdem er in seiner siebenjährigen Amtszeit die Pest überlebt hatte, wechselte er 1628 als Pfarrer und Inspektor der Schule nach Walsleben, ging am 28. August 1632 als 3. Diakon an die St. Nikolaikirche in Berlin, wurde dort 1634 2. Diakon, 1657 kurfürstlich brandenburgischer Konsistorialrat, Propst von Berlin und Inspektor der benachbarten Berliner Schulen, sowie Kirchen.
In seinen letzten Lebensjahren war er als einer der wichtigsten Vertreter der lutherischen Orthodoxie in Berlin in die theologischen Streitigkeiten Brandenburgs involviert und nahm – wenn auch aus Altersgründen nicht führend – am Berliner Religionsgespräch teil. Da er sich aus Gewissensgründen weigerte, das 1664 erlassene Toleranzedikt des Großen Kurfürsten zu unterschreiben, das jede Polemik gegen die Reformierten verbot und damit nach lutherischer Meinung die Verbindlichkeit der Konkordienformel in Frage stellte, wurde er am 27. April aus seinen Ämtern entlassen. Auf Anraten seines Sohnes Kaspar unterschrieb er am 3. Januar 1666 widerwillig den Revers, worauf er am 10. Februar wieder in sein Amt eingesetzt wurde. Da er sich in hohem Alter entgegen seiner eigenen Glaubensüberzeugung verhielt, hatte er in seinen letzten Lebenstagen viele schriftliche Anfeindungen zu ertragen. Diese Anfeindungen nahmen ihm den Lebensmut, so dass er die Nahrungsaufnahme verweigerte, immer schwächer wurde und schließlich starb.
Lilien war Verfasser zahlreicher Predigtschriften und er ist auch als Kirchenlieddichter bekannt.

## Familie
Am 24. August 1621 heiratete er Anna Maria († August 1626), die Tochter des Amtshauptmanns von Rüdersdorf Caspar Kalbsleber. Aus dieser Ehe gingen zwei Söhne und eine Tochter hervor. Am 23. April 1627 schloss er seine zweite Ehe mit Emerentia (* 2. Februar 1610 in Herzfelde; † 21. April 1687 in Berlin), der Tochter des Pfarrers von Herzfelde Martin Lehmann († 1624) und dessen Frau Gertraud Gericke. In dieser 40 Jahre währenden Ehe entstanden neun Söhne und vier Töchter. Von den Kindern kennt man:
1. Susanna Lilien verh. mit dem Pfarrer in Zinndorf Johann Bartholomäus Mönchmeyer
2. Caspar (* 30. Oktober 1632 Berlin; † 23. Juni 1687 in Bayreuth) Theologe und Pfalzgraf
3. Ehrentraut † 3. Jahre alt an Pest
4. Georg † 9. Jahre alt an den Folgen eines Hudebisses
5. Anna Ursula verh. 1660 mit dem kurfürstlichen brandenburgischen Schreiber Johann Paul Wolff
6. Johann Conrad (* 1638; † Dezember 1664 in Berlin)Sekr. des Barons von Pöllnitz
7. Joachim Friedrich (* 1642; † 1676 in Stettin) Mag. phil.; Pastor St. Johannis in Stettin
8. Christian Matthäus war fürstlich altenburgischer Legations-Kanzelist
9. Maria Emerentia † 3. Jahre alt (war in einen Wasserzober gefallen)
10. Martha Ehrentraut Lilien verh. 1668 mit M. Johann Ernst Schrader (* 13. Mai 1638 in Helmstedt; † 26. März 1689 in Berlin) Propst von Berlin
11. Maria Emerentia Lilien verh. 1668 Andreas Gröbe Archidiakon an der Oberpfarrkirche in der Neustadt Brandenburg
12. Georgius Sigismund † nach drei Tagen
13. Georg (* 17. Oktober 1652 in Berlin; † 22. Juni 1726 bei Wittstock) General der Infanterie und Gouverneur in Geldern
14. Martin Lilien (* 1628; † 1659 in Berlin) Lic. jur und Kammergerichtsrat Berlin